# Tomopterna
Tomopterna – rodzaj płazów bezogonowych z podrodziny Cacosterninae w rodzinie Pyxicephalidae. 

## Zasięg występowania
Rodzaj obejmuje gatunki występujące na sawannach i w suchych regionach Czarnej Afryki.

## Systematyka

### Etymologia
Tomopterna: gr. τομος tomos „ostry, tnący”, od τεμνω temnō „ciąć”; πτερνη pternē „pięta”.

### Podział systematyczny
Do rodzaju należą następujące gatunki:
- Tomopterna adiastola Channing & Du Preez, 2020
- Tomopterna ahli (Deckert, 1938)
- Tomopterna branchi Wilson & Channing, 2019
- Tomopterna cryptotis (Boulenger, 1907) – grzebiożaba paskowana[4]
- Tomopterna delalandii (Tschudi, 1838)
- Tomopterna elegans (Calabresi, 1927)
- Tomopterna gallmanni Wasonga & Channing, 2013
- Tomopterna kachowskii (Nikolskii, 1900)
- Tomopterna krugerensis Passmore & Carruthers, 1975
- Tomopterna luganga Channing, Moyer & Dawood, 2004
- Tomopterna marmorata (Peters, 1854)
- Tomopterna milletihorsini (Angel, 1922)
- Tomopterna monticola (Fischer, 1884)
- Tomopterna natalensis (Smith, 1849)
- Tomopterna pulchra (Boulenger, 1896)
- Tomopterna tandyi Channing & Bogart, 1996
- Tomopterna tuberculosa (Boulenger, 1882)
- Tomopterna wambensis Wasonga & Channing, 2013